# Nigel Pegrum
Nigel Pegrum (* 22. února 1949) je bubeník.
Nigel Pegrum hrál na bicí v rané sestavě skupiny Small Faces, dále se skupinou Lee Grant And The Capitols před vstupem do Spice, kteří později změnili své jméno na Uriah Heep a vyměnili ho za bubeníka Alexe Napiera, který měl složitější styl hry. To však bylo až po realizování nahrávek, které se pak objevily na kompilaci „Lansdowne Tapes“. Na nahrávkách vydaných pod jménem Uriah Heep, hrál Pegrum na bicí na několika skladbách. Pak vstoupil do art-rockové skupiny Gnidrolog, kde uplatnil své schopnosti hry na flétnu a hoboj. Nahrál s nimi dvě studiová alba a jedno živé před hraním s Halcyon a pobytem v komunitě ve Worcestershire v roce 1973. Steeleye Span se konečně rozhodli použít bubeníka na plný úvazek a pozvali ho, aby se k nim připojil. O dva týdny později se už účastnil amerického turné společně se Steeleye Span, kteří byli předkapelou Jethro Tull. Zůstal se Steeleye Span 17 let, pak se přestěhoval do Austrálie, kde nahrával world-beat alba s aboriginskými hudebníky. Se Steeleye Span se ještě jednou spojil pro jednorázový projekt nazvaný „The Journey“ v roce 1995.
V roce 1979 se Nigel spojil s baskytaristou Steeleye Span, Rickem Kempem a založili nahrávací společnost Plant Life Records. Třetí člen Steeleye Span, Maddy Prior nahrávala jedno ze svých na této značce. Nejúspěšnějším bylo nahrávání s Tannahill Weavers. Nigel byl producentem více než 30 alb pro značku Plant Life Records, než byla v roce 1984 zrušena. Nigel Pegrum se pak ještě podílel jako bubeník na muzikantských session s hudebníky jako June Tabor, Wizz Jones, Rosie Hardman a John Otway. Pokračoval v práci jako pronajímaný producent.